# À la conquête de l'espace

À la conquête de l’espace (Space Race) est une série télévisée documentaire en 4 épisodes de 50 minutes réalisée par Christopher Spencer et Mark Everest, produite par la BBC. Elle relate la course à l'espace en mettant en avant la rivalité entre les scientifiques Wernher von Braun et Sergueï Korolev. La série fut diffusée pour la première fois entre les mois de septembre et octobre 2005 sur la BBC2 puis fut ensuite diffusée en France et en Allemagne sur Arte. 

## Épisodes
1. 1944-1949, des missiles aux fusées (Race For Rockets)
2. 1953-1958, la course aux satellites (Race For Satellites)
3. 1959-1961, le premier homme dans l'espace (Race For Survival)
4. 1964-1969, destination Lune (Race For The Moon)

## Distribution
- Richard Dillane : Wernher von Braun
- Steve Nicolson : Sergueï Korolev
- John Warnaby : Vassily Michine
- Ravil Isyanov : Valentin Glouchko
- Eric Loren : Castenholz
- Chris Robson : Dieter Huzel
- Mark Dexter : Staver
- Vitalie Ursu : Youri Gagarine
- Oleg Shtefanko : Leonov
- Maria Mironova : Nina
- Jeffrey Wickham : Kuznetsov
- Robert Jezek : Gilruth
- Stuart Bunce (en) : Lev Gaidukov
- David Barrass : Helmut Gröttrup
- Simon Day : Kammler
- Mikhaïl Gorevoy : Ivan Serov
- Stephen Greif : Colonel Toftoy
- Anna Barkan : Ksenia Korolev
- Todd Boyce : Alan Shepard
- Anthony Edridge - Chris Kraft